# Minneapolis (Kansas)
Minneapolis er en amerikansk by og administrativt centrum for det amerikanske county Ottawa County i staten Kansas. I 2000 havde byen et indbyggertal på 2.046.

## Ekstern henvisning
- Minneapolis hjemmeside (engelsk)

39°07′28″N 97°42′18″V / 39.1244°N 97.705°V